# Боярська дума
Боярська Дума — орган влади спочатку Великого князівства Московського й згодом Московського царства. Походить від давньоруської Боярської ради, що у Московії з кінця 15 сторіччя перетворилася на постійний дорадчий орган при московському великому князі (з 1547 — при царі).
До її складу входили путні бояри (відали окремими галузями двірцевого княжого господарства) та особи, що відали адміністративним управлінням держави (тисяцькі, окольничі та інші).
Роль Боярської думи була суттєво підірвана опричниною, яку запровадив цар Іван IV Грозний.
Значення Боярської думи посилилося наприкінці 16 і у 17 сторіч, коли до неї були включені представники дворянства.
В результаті проведення державних реформ Петра І Боярська Дума у 1711 була замінена Сенатом.
Слово «дума», істориками, в першу чергу російськими, вживається для позначення різних дорадчих та представницьких органів з часів Київської Русі. Також для X-XIII ст. вчені виділяють (князівську) боярську думу, як раду бояр та наближених людей до князя. Однак сам термін в документах того часу не вживається.